# グスタフ・ピック

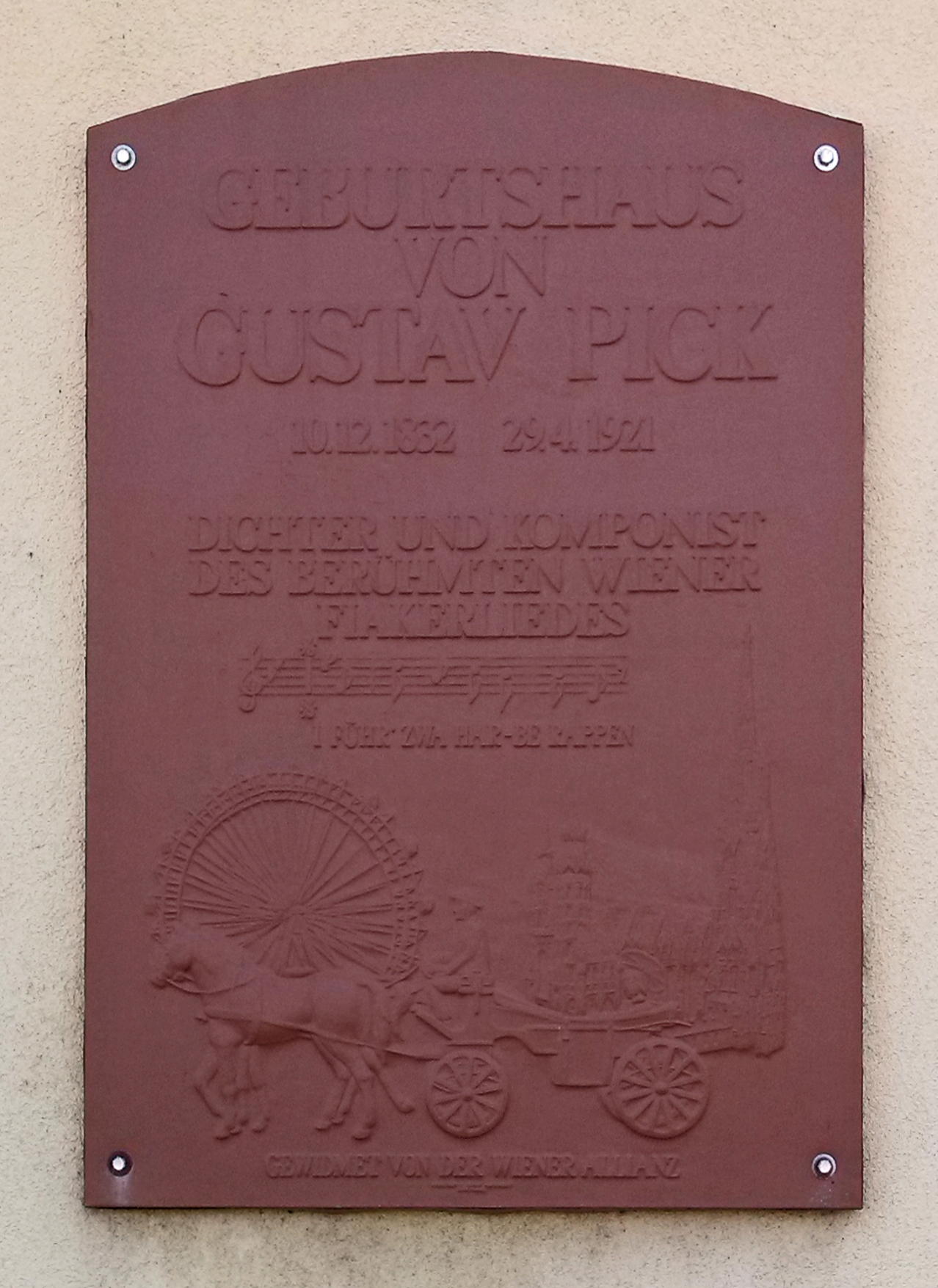
ピックの記念銘板。辻馬車が描かれている

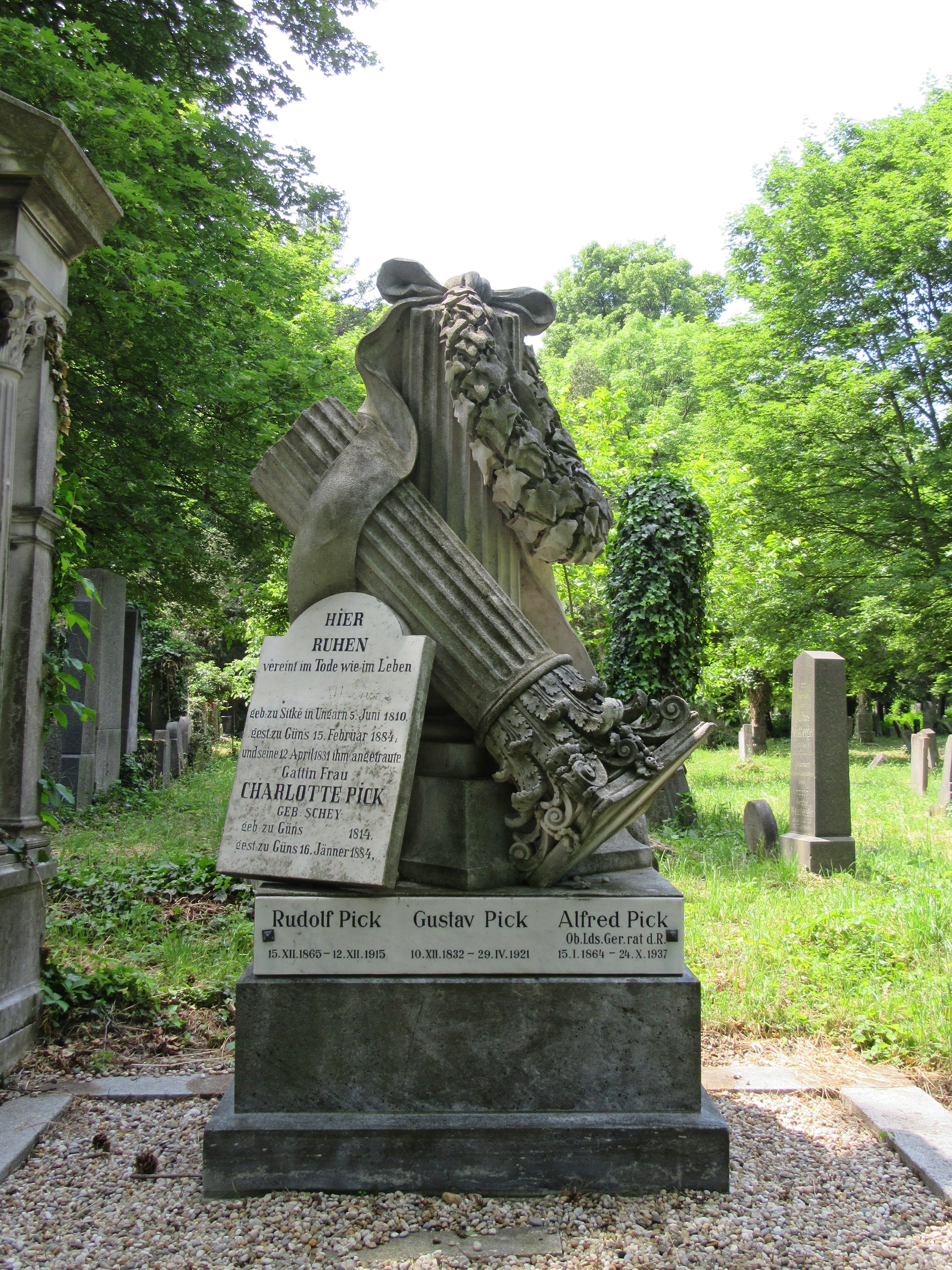
ウィーン中央墓地のピックの墓

グスタフ・ピック（ドイツ語: Gustav Pick、1832年12月10日 - 1921年4月29日）は、オーストリアの作曲家。
ハンガリーからのユダヤ人移民で、銀行員として働いていた。彼が1885年に作曲した『ウィーンの辻馬車の歌』は、当時の人気コメディアンが歌い、爆発的な人気を博した。ウィーン中央墓地にその墓がある。